# Dynamo Kiev
Pour le club féminin de basket-ball, voir Dynamo Kiev (basket-ball).
Maillots
Actualités
Le Futbolnyy Klub Dynamo Kyiv (en ukrainien : Футбольний Клуб Динамо Київ), plus couramment abrégé en Dynamo Kiev, est un club ukrainien de football fondé en 1927, et basé à Kiev, la capitale du pays.
Le club est fondé sous l'égide de l'organisation sportive soviétique Dynamo (comme de nombreux autres clubs, dont le Dynamo Moscou ou le Dynamo Minsk), créée en 1923 par la police politique soviétique GPU, ancêtre des polices KGB, NKVD et MVD.
Sous l'ère de l'Union des républiques socialistes soviétiques (URSS), le Dynamo est l'un des rares clubs hors de Moscou à avoir pu rivaliser en championnat, dont il remporte 13 éditions (un record). Beaucoup de joueurs de la sélection nationale soviétique joueront au Dynamo, ce qui en a fait une sorte de « sélection nationale » avant l'effondrement de l'URSS. Le club remporte deux Coupes d'Europe des vainqueurs de coupes en 1975 et 1986, ainsi que la Supercoupe de l'UEFA en 1975, grâce notamment à des joueurs légendaires tels qu'Oleg Blokhine ou Igor Belanov, tous deux vainqueurs du Ballon d'or sous le maillot du Dynamo.
Après l'indépendance du pays et la mise en place d'un championnat national ukrainien, le Dynamo en prend naturellement le fauteuil de leader en remportant onze des quinze premières éditions du championnat. Depuis le milieu des années 2000, il est concurrencé sur la scène nationale par le Chakhtar Donetsk, longtemps resté dans l'ombre.

## Histoire

### Fondation et premières années (1927-1959)

Photo d'équipe en 1928.

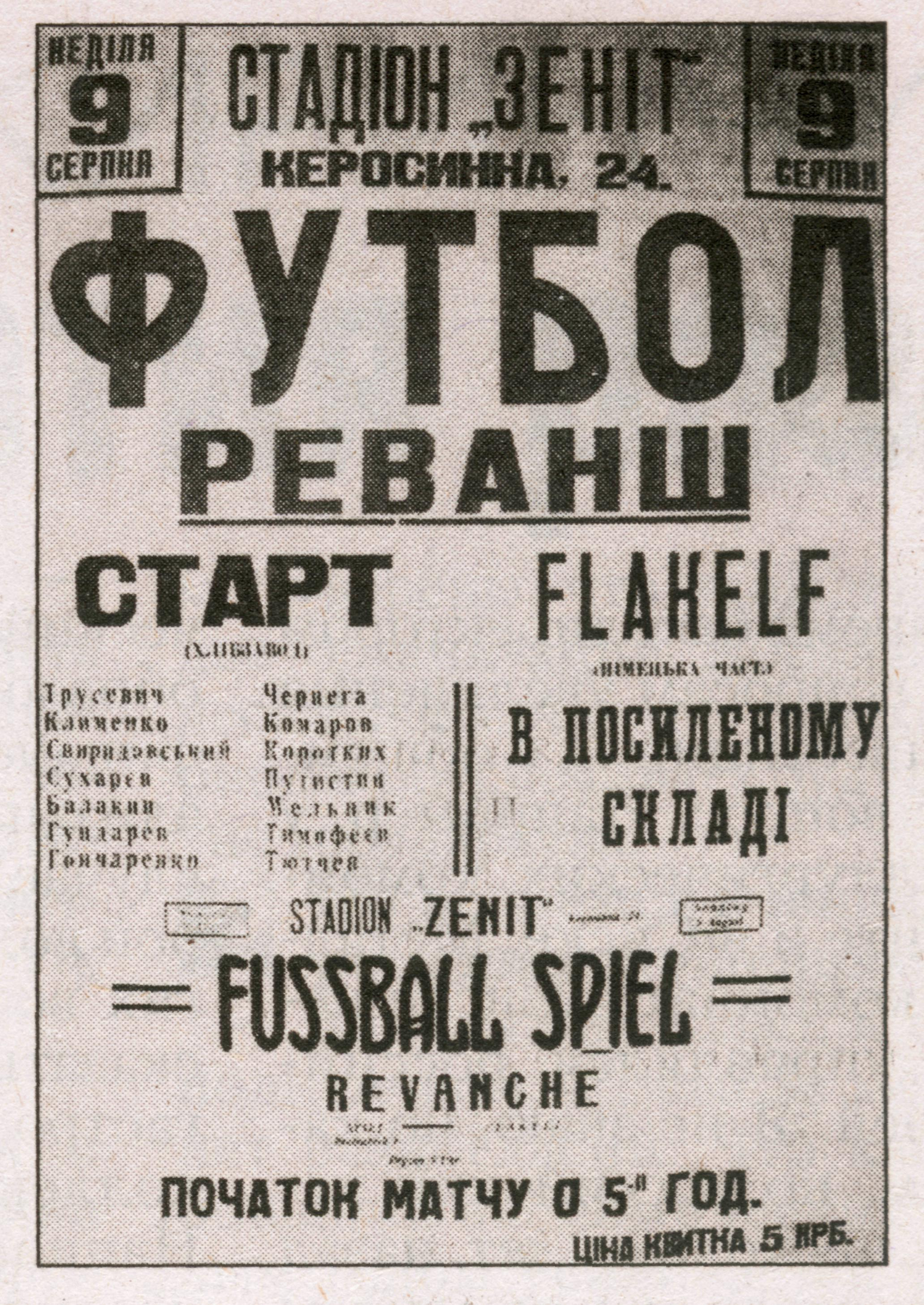
Affiche du « match de la mort »

Le Dynamo Kiev est fondé en novembre 1927 par Sergueï Barminski et Nikolaï Channikov. Le club dispute son premier match le 17 juin 1928 contre une formation d'Odessa qui se termine sur le score de deux buts partout, puis quelques mois plus tard le club encaisse une sévère défaite six buts à deux contre le Dynamo Moscou.
En 1936, le club intègre le championnat d'URSS, nouvellement créé, où pour son premier match il encaisse encore une défaite sévère cinq buts à un contre le Dynamo Moscou. En 1942, l'Ukraine est occupée par les nazis et le championnat soviétique de football interrompu. De nombreux joueurs du Dynamo continuent à pratiquer le football en amateur au sein d'une équipe baptisée « Départ » (russe : Старт), composée de huit licenciés du Dynamo (Nikolaï Troussevitch, Mikhaïl Sviridovski, Nikolaï Korotkikh, Alexeï Klimenko, Fiodor Tioutchev, Mikhaïl Poutistine, Ivan Kouzmenko, Makar Gontcharenko) et trois du Lokomotiv Kiev (Vladimir Balakine, Vassili Soukharev, Mikhaïl Melnik). Invitée à jouer une série de matchs contre des équipes des armées d'occupation à l'été 1942, l'équipe ukrainienne remporte tous les matchs, souvent de manière écrasante, dont une victoire sur Flakelf connue comme « le match de la mort » (russe : Матч смерти). En août, plusieurs joueurs de l'équipe sont arrêtés et torturés par la Gestapo — Korotkikh y laisse la vie — avant d'être envoyés au camp de concentration de Syrets. En février 1943, un tiers des prisonniers est fusillé, dont Kouzmenko, Klymenko et Nikolaï Troussevitch, en représailles d'une attaque de la résistance. Cet épisode inspire l'histoire du film À nous la victoire, sorti en 1981.
Le club remporte son premier titre en 1954, la Coupe d'Union soviétique, en battant respectivement le Spartak Vilnius quatre buts à deux, le Spartak Moscou trois buts à un, le CDKA Moscou trois buts à un après prolongation, le Zénit Leningrad un but à zéro après prolongation puis le Spartak Erevan en finale sur le score de deux buts à un.

### Performances nationales et continentales (1960-1991)
Au début des années 1960, sous l'impulsion d'une nouvelle génération de jeune joueurs, le club termine second du championnat en 1960 avant d'être le premier club non-moscovite à remporter le championnat soviétique en 1961. L'équipe dirigée par Viatcheslav Soloviov ne perd que trois des trente matchs de la saison, grâce notamment à sa ligne d'attaque composée de Oleg Bazilevitch, Viktor Kanevski, Valeri Lobanovski, Viktor Serebryanikov, ou encore à ses milieux de terrains József Szabó, Youri Voïnov et Andriy Biba. La suite est moins flamboyante avec une cinquième puis une septième place au classement.

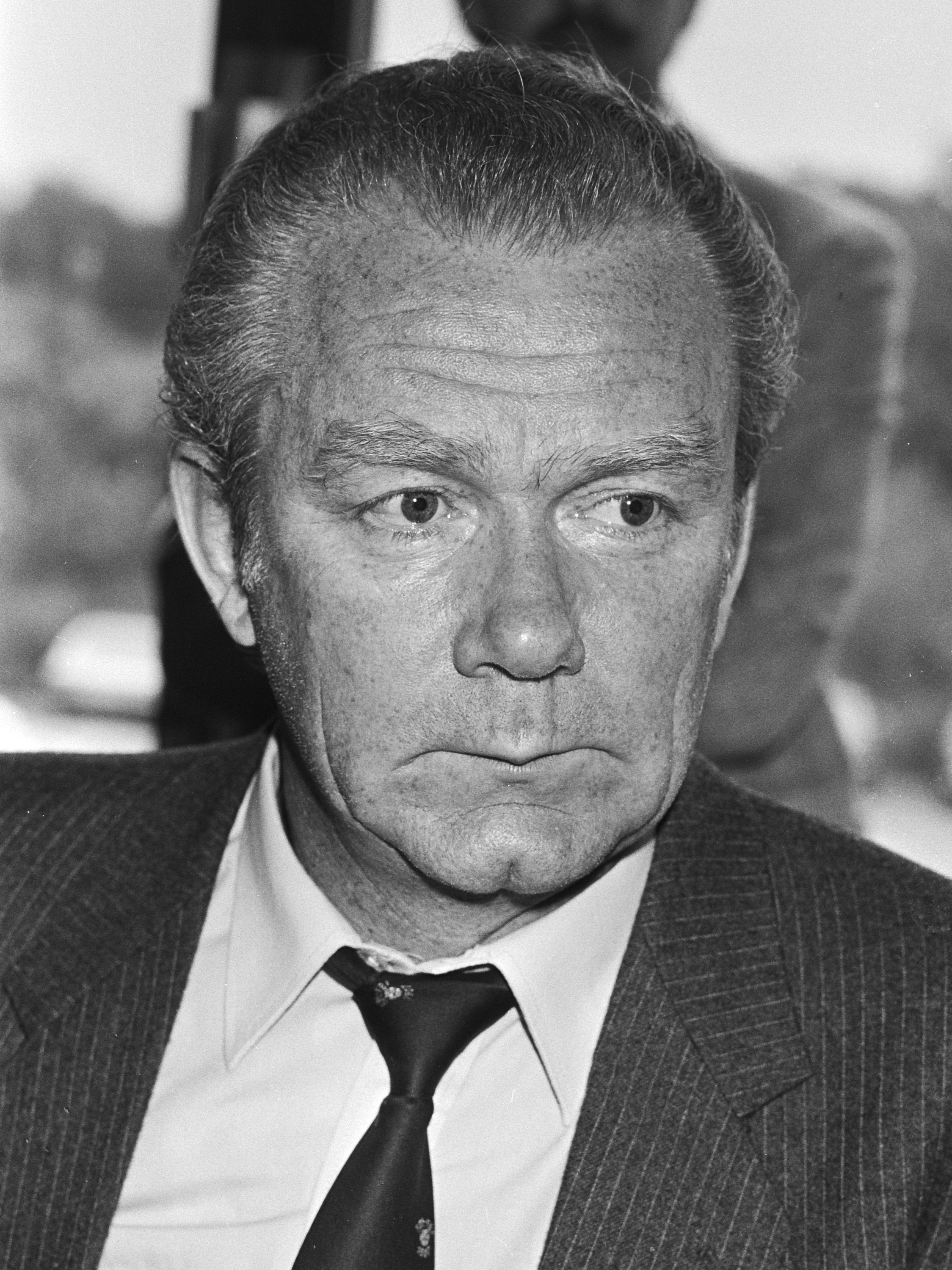
Entraîneur emblématique du club, Valeri Lobanovski est l'une des grandes figures des années d'or du Dynamo.

L'arrivée de Viktor Maslov en janvier 1964 va relancer l'équipe, qui remporte pour la première saison une deuxième Coupe d'Union soviétique. Le Dynamo Kiev est alors sélectionné par les autorités pour représenter pour la première fois l'Union soviétique lors d'une compétition européenne de club (à la différence du FC Dinamo Tbilissi, champion d'Union soviétique en titre). Pour se première participation en coupe d'Europe, Kiev écarte facilement Coleraine et Rosenborg avant d'être éliminé en quart de finale de la Coupe des Coupes par les Écossais du Celtic Glasgow.
Le club réalise l'année suivante une des saisons les plus réussies de son histoire. Vainqueur du championnat avec neuf points d'avance sur Rostov, puis de la Coupe d'Union soviétique, le club voit cinq de ses joueurs (Szabó, Serebryanikov, Valeriy Porkujan, Leonid Ostrovski) sélectionnés pour la Coupe du monde 1966 avec l'équipe nationale soviétique, qui n'est éliminée qu'en demi-finale. Biba est nommé en fin de saison meilleur joueur soviétique. Dominatrice, l'équipe du Dynamo remporte le championnat les deux saisons suivantes.

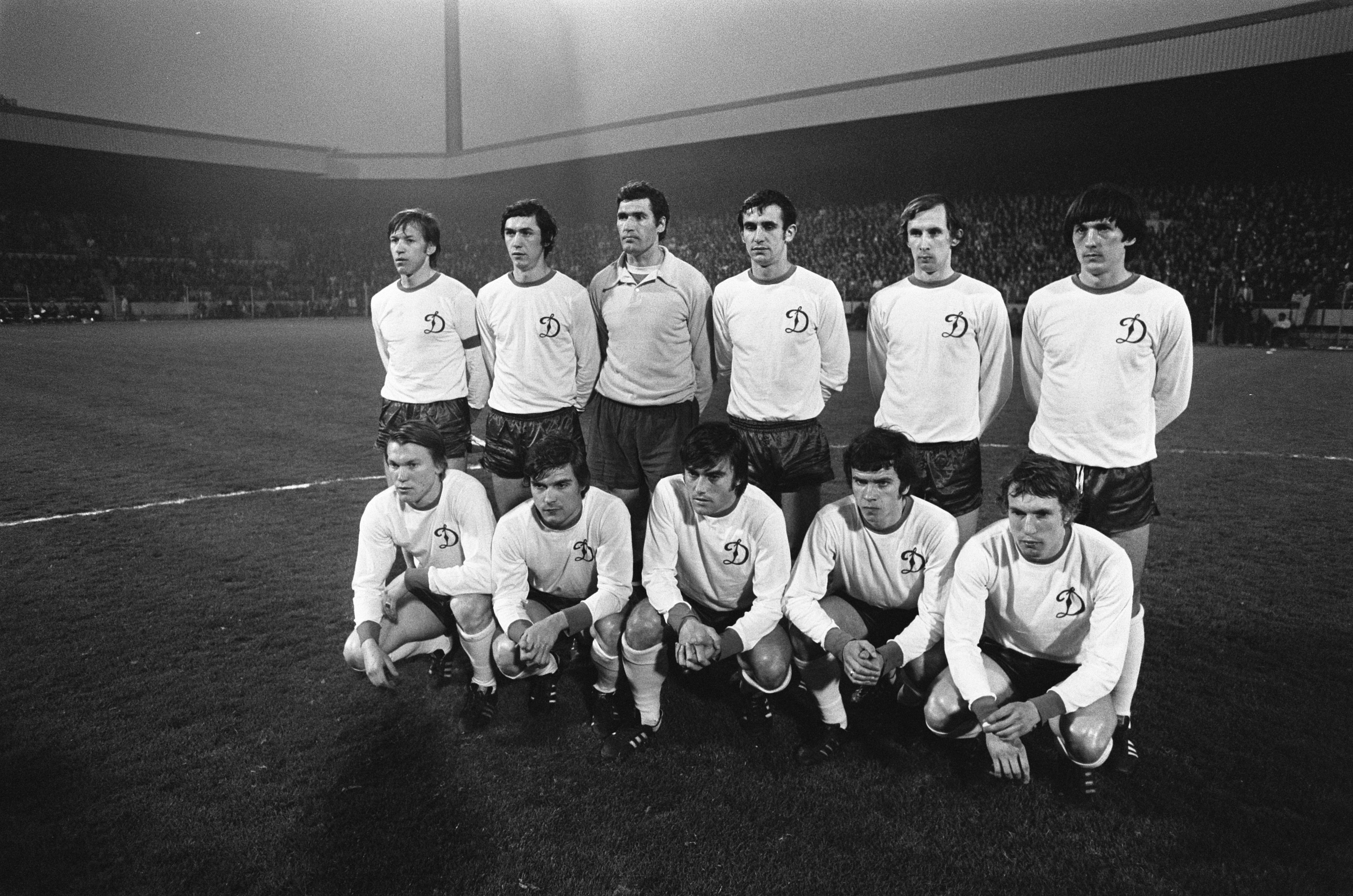
Dynamo Kiev en 1975

En 1971, l'équipe dirigée par Aleksandr Sevidov remporte une nouvelle fois le championnat, grâce notamment aux performances de son gardien de but Evgueni Roudakov et de son jeune milieu de terrain Viktor Kolotov, nommés aux deux premiers rangs du classement des meilleurs joueurs soviétiques en fin de saison.
En septembre 1973, l'ancien attaquant international du Dynamo Valeri Lobanovski est nommé au poste d'entraîneur. Secondé par son ancien coéquipier Oleg Bazilevitch, Lobanovski met en place une équipe redoutable, qui remporte dès sa première saison complète le doublé coupe-championnat. La saison suivante est celle de la consécration : de nouveau champions d'URSS, les Soviétiques remportent la coupe d'Europe des vainqueurs de coupe, ce qui est une première pour un club d'URSS, puis la supercoupe de l'UEFA 1975 face au Bayern Munich. L'attaquant du Dynamo Oleg Blokhine remporte le ballon d'or en fin de saison.
Parallèlement, Lobanovski est nommé sélectionneur de l'équipe d'Union soviétique. Début 1976, le Dynamo est éliminé par l'AS Saint-Étienne en quart de finale de la coupe des clubs champions européens. L'année suivante, le Dynamo y élimine le Bayern Munich, triple tenant du titre, en quart de finale, avant d'être battu en demi-finale par les Allemands du Borussia Mönchengladbach. Sur la scène nationale, les Kiéviens remportent trois nouveaux titres et deux nouvelles coupes nationales de 1977 à 1982, mettant à mal la domination russe sur la compétition, mais ne connaissent plus autant de réussite dans les compétitions européennes.
Après quelques années moins réussies, Lobanovski renouvelle l'équipe, qui remporte en 1985 un nouveau doublé coupe-championnat et compte alors de nombreux internationaux soviétiques. L'année suivante, le Dynamo remporte de nouveau le championnat et surtout remporte une deuxième coupe d'Europe des vainqueurs de coupe, à l'issue d'une démonstration en finale face à l'Atlético de Madrid. Les Soviétiques étouffent physiquement les Espagnols et marquent par trois fois sur contre-attaque (3-0). Malgré l'élimination précoce de l'Union soviétique en huitième de finale de la coupe du monde face à la Belgique (3-4 a.p.), l'attaquant du Dynamo Igor Belanov remporte le ballon d'or à la fin de la saison.
Avec la perestroïka, de nombreux joueurs du Dynamo quittent le club pour l'Europe de l'Ouest. À son tour, Lobanovski quitte l'union soviétique pour signer un contrat plus lucratif avec les Émirats arabes unis. Aux commandes du Dynamo pendant seize ans, il aura remporté quinze titres : trois titres européens, sept titres de champion d'URSS et cinq coupes d'URSS.

### Domination du nouveau championnat ukrainien (1992-2007)

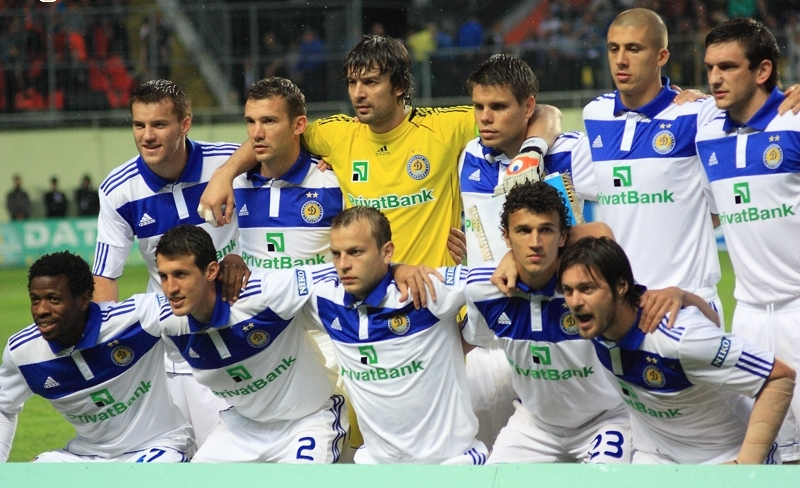
Dynamo Kiev en 2011

Après l'éclatement de l'Union des républiques socialistes soviétiques (URSS), le club devient naturellement l'un des membres fondateurs du championnat d'Ukraine qu'il domine facilement avec neuf titres de champion de suite de 1993 à 2001, et cinq Coupes d'Ukraine.
Le club réalise en parallèle de bonnes performances en Ligue des champions : en 1998, il atteint les quarts de finale avant de tomber face à la Juventus, puis la saison suivante il est éliminé de justesse en demi-finale par le Bayern Munich. Valeri Lobanovski, une nouvelle fois entraîneur du club de 1997 à 2002, ainsi que Andriy Chevtchenko et Sergueï Rebrov, respectivement meilleurs buteurs de la Ligue des Champions en 1999 et 2000, sont les grands artisans de ces bonnes performances en Coupe d'Europe.

### Concurrence avec le Chakhtar Donetsk (depuis 2007)
En 2009, le club atteint les demi-finales de la Coupe de l'UEFA mais s'y incline face à l'autre club ukrainien du Chakhtar Donetsk.
Le Dynamo Kiev remporte le 16e championnat ukrainien de son histoire lors de la saison 2020-2021, assurant le titre lors de la 23e journée.

## Bilan sportif

### Palmarès
| Période ukrainienne | Période soviétique |
| --- | --- |
| - Championnat d'Ukraine (17) - Champion : 1993, 1994, 1995, 1996, 1997, 1998, 1999, 2000, 2001, 2003, 2004, 2007, 2009, 2015, 2016, 2021 et 2025. - Vice-champion : 1992, 2002, 2005, 2006, 2008, 2010, 2011, 2012, 2017, 2018, 2019, 2020 et 2024. - Coupe d'Ukraine (13) - Vainqueur : 1993, 1996, 1998, 1999, 2000, 2003, 2005, 2006, 2007, 2014, 2015, 2020 et 2021. - Finaliste : 2002, 2008, 2011, 2017, 2018 et 2025. - Supercoupe d'Ukraine (9) : - Vainqueur : 2004, 2006, 2007, 2009, 2011, 2016, 2018, 2019 et 2020. - Finaliste : 2005, 2008, 2014, 2015, 2017 et 2021. - Coupe de la CEI (4) - Vainqueur : 1996, 1997, 1998 et 2002. - Finaliste : 1999. | - Supercoupe de l'UEFA (1) - Vainqueur : 1975 - Finaliste : 1986 - Coupe des coupes (2) - Vainqueur : 1975 et 1986. - Championnat d'Union soviétique (13) - Champion : 1961, 1966, 1967, 1968, 1971, 1974, 1975, 1977, 1980, 1981, 1985, 1986 et 1990. - Vice-champion : 1936, 1952, 1960, 1965, 1969, 1972, 1973, 1976, 1978, 1982 et 1988. - Coupe d'Union soviétique (9) - Vainqueur : 1954, 1964, 1966, 1974, 1978, 1982, 1985, 1987 et 1990. - Finaliste : 1973. - Supercoupe d'Union soviétique (3) - Vainqueur : 1980, 1985 et 1986. - Finaliste : 1977. |

### Classements en championnat
La frise ci-dessous résume les classements successifs du club en championnat d'Union soviétique.
La frise ci-dessous résume les classements successifs du club en championnat d'Ukraine.

### Bilan européen
| Compétition              | Titres | P  | M   | V   | N   | D   | BP  | BC  | Diff. |
| ------------------------ | ------ | -- | --- | --- | --- | --- | --- | --- | ----- |
| Ligue des champions (C1) | -      | 40 | 260 | 107 | 57  | 96  | 363 | 321 | +42   |
| Coupe des coupes (C2)    | 2      | 4  | 30  | 20  | 6   | 4   | 72  | 27  | +45   |
| Ligue Europa (C3)        | -      | 22 | 131 | 47  | 42  | 42  | 174 | 159 | +15   |
| Ligue Conférence (C4)    | -      | 1  | 4   | 1   | 0   | 3   | 4   | 6   | -2    |
| Supercoupe d'Europe      | 1      | 2  | 3   | 2   | 0   | 1   | 3   | 1   | +2    |
| Total                    | 3      | 69 | 429 | 177 | 105 | 147 | 616 | 514 | +102  |

## Identité

### Maillot
Les couleurs traditionnelles du Dynamo Kiev sont le blanc, prédominant, et le bleu marine. Le maillot, initialement blanc à short et bas bleus, a connu un certain nombre de variations : il est rouge pendant la Seconde Guerre mondiale et est souvent bleu foncé au cours des années 1960. Lors du premier titre de 1961, le maillot est blanc barré d'une diagonale bleue. Lors de ses triomphes européens de 1975 et 1986, le maillot de l'équipe est totalement blanc, avec des cols et épaules bleus. Enfin, au moment de la chute de l'Union soviétique, les dirigeants optent le temps de la saison 1990-1991 pour un nouveau maillot aux couleurs de la future Ukraine : jaune et bleu.
| 1927-1930 | 1930-1935 | 1936-1941 | 1941-1944 | 1944-1951 | 1952-1960 | 1961 | Années 1960-1970 | Années 1970-1980 |

| 1990-1991 | 1991-1993 | 1994-1996 | 1996-2004 | 2004-2008 | 2008-2010 | 2010-2012 | 2012-2014 | 2014-2016 |

| 2016-2018 | 2018-2019 | 2019-2020 | 2020-2021 | 2021-2022 | 2022-2023 | 2023-2024 |

### Logo
L'écusson initial du Dynamo sur le maillot, reste essentiellement inchangé jusqu'en 1972, est composé de la lettre « Д » (D), encadrée dans un losange bleu, référence à la société sportive soviétique Dynamo. Par la suite le logo va subir un certain nombre d'évolutions, mais conservera toujours la lettre « Д » en son centre.
En 2003, après la conquête du dixième titre de champion d'Ukraine, une étoile dorée est ajoutée au-dessus du logo. Une deuxième l'y accompagne depuis 2007 au motif qu'elle prend en compte les titres de champion d'Union soviétique (à l'instar du FK Spartak Moscou).

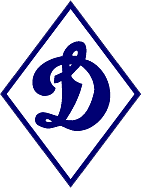
1927-1939
1939-1972
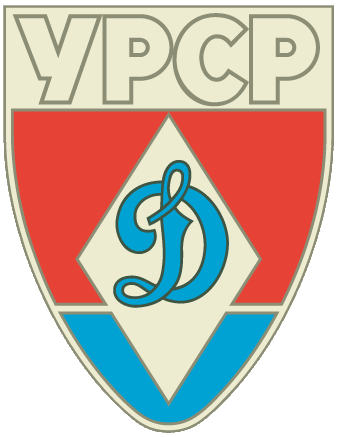
1972-1989
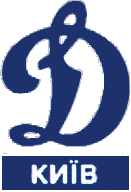
1989-1996
1996-2003
2003-2011
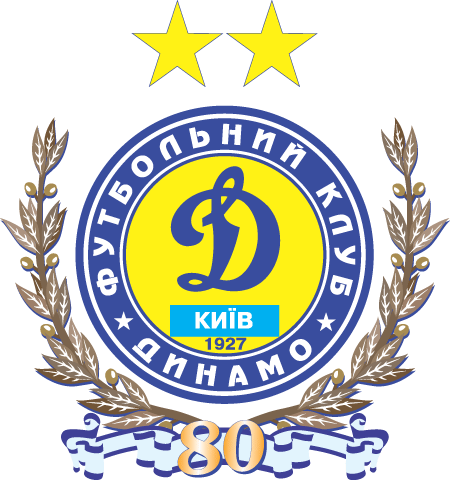
Logo des 80 ans en 2007
depuis 2011

## Infrastructures

### Stades

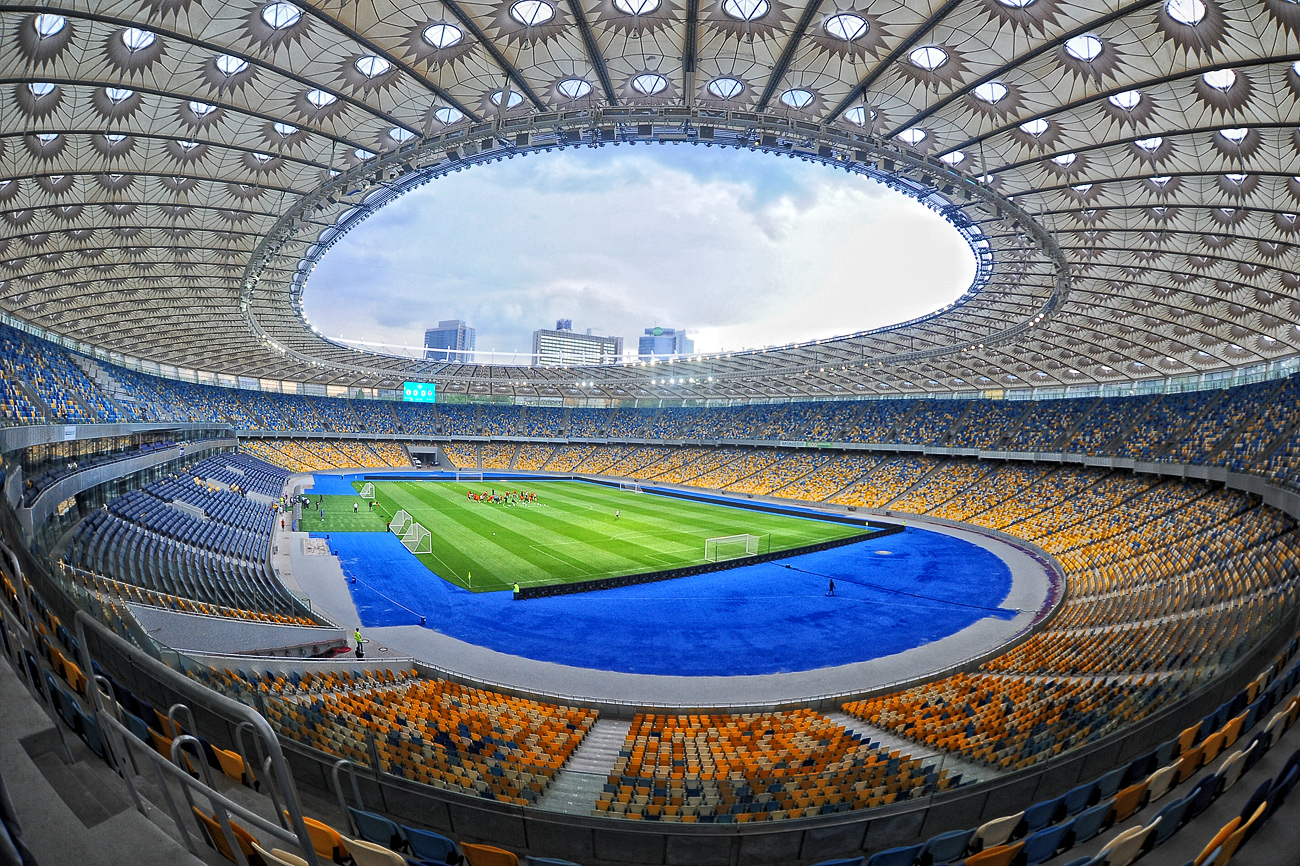
Stade olympique.

Le club est le résident et propriétaire du stade Dynamo Lobanovski (anciennement stade Dynamo), situé dans un parc du centre de Kiev à proximité du Dniepr, depuis 1934.
Le stade est détruit en 1941 lors de la Seconde Guerre mondiale puis est reconstruit en 1954. Initialement fixée à 23 000 spectateurs, sa capacité a été réduite à 16 873 places assises à la fin du XXe siècle. Rebaptisé en 2002 « stade Dynamo Lobanovski » en hommage à l’ancien entraîneur du Dynamo, l'enceinte doit être rénovée pour atteindre une capacité de 30 000 places.
Pour répondre à la forte demande populaire, le Dynamo Kiev dispute ses matchs prestigieux -notamment en Coupe d'Europe- au stade olympique de Kiev, la plus grande enceinte du pays avec plus de 70 000 places. Le stade est en rénovation en vue de l'organisation de l'Euro 2012.

### Centre d'entraînement
Le club dispose par ailleurs d'un centre d'entraînement situé à Koncha-Zaspa dans la banlieue de Kiev. Inauguré en 1961, le centre a été largement rénové en 1998 pour environ 20 millions de dollars, de sorte que ses installations sont aujourd'hui considérées comme ce qui se fait de mieux en Europe.
Les bâtiments accueillent également le centre de formation du Dynamo, ainsi que ses équipes réserves les Dynamo-2 Kiev (en) et Dynamo-3 Kiev (en), qui évoluent respectivement en deuxième et troisième divisions ukrainiennes.

### Direction et aspects financiers
Le club appartient aux frères Ihor Surkis (en) et Hryhoriy Surkis (en), ce dernier étant également le président de la Fédération d'Ukraine de football. Ces hommes d'affaires rachètent en 1993 le club, alors proche de la faillite, et investissent 400 millions de francs pour en rembourser la dette,. Leur fortune commune, bâtie dans les secteurs de l'énergie et de la finance, est estimée par le magazine Focus à environ 915 millions de dollars en 2007.
Le budget du club est estimé en 2007 à environ 40 ou 50 millions de dollars.

## Personnalités du club

### Présidents
- Dynamo (1927 - 1989)
- Viktor Bezverkhy (1989 - 1993)
- Hryhoriy Surkis (1993 - 2002)
- Ihor Surkis (en) (2002 - )

### Entraîneurs
La liste suivante présente les différents entraîneurs connus du club,.
- Mikhaïl Tovarovski (en) (septembre 1935-décembre 1937)
- Vladimir Fomine (en) (1938)
- Mikhaïl Petchiony (ru) (1939-1940)
- Mikhaïl Boutoussov (en) (1941)
- Nikolaï Makhinia (en) (1944-1945)
- Lev Kortchebokov (en) (janvier 1946-mai 1946)
- Boris Apoukhtine (en) (juin 1946-décembre 1946)
- Mikhaïl Boutoussov (en) (1947)
- Konstantin Chtchegotski (en) (janvier 1948-juillet 1948)
- Mikhaïl Souchkov (en) (juillet 1948-décembre 1948)
- Mikhaïl Okoun (ru) (1949)
- Ievgueni Fokine (en) (1950)
- Oleg Ochenkov (1951-1956)
- Viktor Chilovski (en) (1957-1958)
- Oleg Ochenkov (janvier 1959-juillet 1959)
- Viatcheslav Soloviov (juillet 1959-décembre 1962)
- Viktor Terentiev (en) (janvier 1963-juillet 1963)
- Anatoli Zoubritski (ru) (août 1963-décembre 1963)
- Viktor Maslov (janvier 1964-septembre 1970)
- Viktor Terentiev (en) (septembre 1970-décembre 1970)
- Aleksandr Sevidov (janvier 1971-octobre 1973)
- Valeri Lobanovski (octobre 1973-décembre 1982)
- Iouri Morozov (1983)
- Valeri Lobanovski (janvier 1984-septembre 1990)
- Anatoli Puzach (septembre 1990-juin 1992)
- Mykhailo Fomenko (1993)
- József Szabó (1994)
- Vladimir Onischenko (mars 1995-avril 1995)
- Mykola Pavlov (en) (avril 1995-juin 1995)
- József Szabó (juillet 1995-décembre 1996)
- Valeri Lobanovski (janvier 1997-mai 2002)
- Oleksiy Mykhaylychenko (mai 2002-août 2004)
- József Szabó (août 2004-juin 2005)
- Leonid Buryak (juillet 2005-août 2005)
- Anatoli Demyanenko (août 2005-septembre 2007)
- József Szabó (septembre 2007-novembre 2007)
- Oleh Luzhnyy (novembre 2007-décembre 2007)
- Iouri Siomine (décembre 2007-mai 2009)
- Valeri Gazzaev (mai 2009-octobre 2010)
- Oleh Luzhnyy (octobre 2010-décembre 2010)
- Iouri Siomine (décembre 2010-septembre 2012)
- Oleg Blokhine (septembre 2012-avril 2014)
- Serhiy Rebrov (avril 2014-mai 2017)
- Aliaksandr Khatskevich (juin 2017-août 2019)
- Oleksiy Mykhaylychenko (août 2019-juillet 2020)
- Mircea Lucescu (juillet 2020-novembre 2023[15],[16],[17],[18])

### Joueurs emblématiques

#### Distinctions individuelles

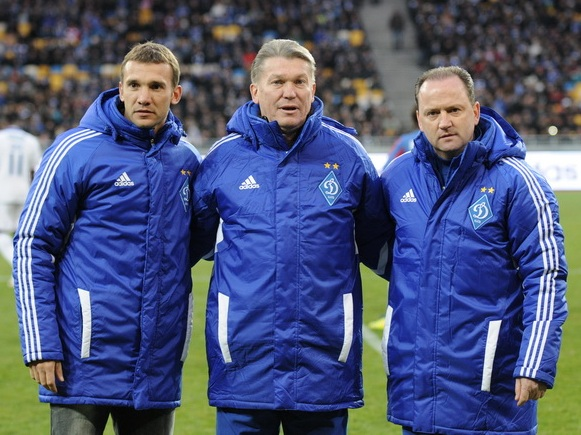
Formés au Dynamo, Andriy Chevtchenko, Oleg Blokhine et Igor Belanov (de gauche à droite) remportent tous les trois le Ballon d'or au cours de leur carrière. Chevtchenko est le seul à ne pas l'emporter durant son passage au club.

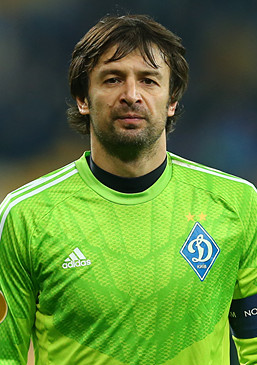
Évoluant toute sa carrière au Dynamo, Oleksandr Chovkovsky cumule 638 matchs joués pour le club entre 1993 et 2016, faisant de lui le joueur le plus capé de son histoire.

Cette liste réunit les joueurs ayant obtenu des distinctions individuelles notables durant leur passage au club.
| Nom                     | Période au club     | Performances |
| ----------------------- | ------------------- | --- |
| Makar Gontcharenko      | 1935-1939 1945      | Meilleur buteur du championnat soviétique en 1938. |
| Oleh Makarov (en)       | 1948-1963           | Footballeur ukrainien de l'année en 1961. |
| Andreï Zazroïev         | 1952-1955           | Meilleur buteur du championnat soviétique en 1952. |
| Youri Voïnov            | 1956-1965           | Footballeur ukrainien de l'année en 1960. |
| Valeri Lobanovski       | 1957-1964           | Footballeur ukrainien de l'année en 1962 et 1963. |
| Andriy Biba             | 1957-1967           | Footballeur soviétique de l'année en 1966. Footballeur ukrainien de l'année en 1966. |
| Vasyl Turyanchyk (en)   | 1959-1969           | Footballeur ukrainien de l'année en 1967 et 1968. |
| Viktor Serebryanikov    | 1959-1971           | Footballeur ukrainien de l'année en 1969. |
| Viktor Bannikov         | 1961-1969           | Gardien de but soviétique de l'année en 1964. Footballeur ukrainien de l'année en 1964. |
| Yevhen Rudakov          | 1962-1977           | Footballeur soviétique de l'année en 1971. Footballeur ukrainien de l'année en 1971. Gardien de but soviétique de l'année à trois reprises entre 1969 et 1972. |
| Vitaly Khmelnitsky      | 1965-1972           | Footballeur ukrainien de l'année en 1965. |
| Volodymyr Muntian       | 1965-1977           | Footballeur soviétique de l'année en 1969. Footballeur ukrainien de l'année en 1968 et 1970. |
| Oleg Blokhine           | 1969-1988           | Meilleur buteur de l'histoire du club avec 266 buts. Ballon d'or 1975. Joueur en or de l'UEFA. Footballeur soviétique de l'année entre 1973 et 1975. Footballeur ukrainien de l'année à neuf reprises entre 1972 et 1981. Meilleur buteur de la Coupe des coupes en 1986. Meilleur buteur du championnat soviétique à cinq reprises entre 1972 et 1977. |
| Volodymyr Bezsonov      | 1976-1990           | Footballeur ukrainien de l'année en 1989. |
| Anatoli Demyanenko      | 1979-1990 1992      | Footballeur soviétique de l'année en 1985. Footballeur ukrainien de l'année en 1982 et 1985. |
| Oleksiy Mykhaylychenko  | 1981-1990           | Footballeur soviétique de l'année en 1988. Footballeur ukrainien de l'année en 1987 et 1988. |
| Viktor Chanov           | 1982-1990           | Gardien de but soviétique de l'année en 1986. |
| Oleksandr Zavarov       | 1983-1988           | Footballeur soviétique de l'année en 1986. Footballeur ukrainien de l'année en 1986. Meilleur buteur de la Coupe des coupes en 1986. |
| Igor Belanov            | 1985-1989           | Ballon d'or 1986. Meilleur buteur de la Coupe des coupes en 1986. |
| Oleh Protasov           | 1988-1990           | Meilleur buteur du championnat soviétique en 1990. |
| Sergueï Iouran          | 1988-1991           | Footballeur ukrainien de l'année en 1990. |
| Akhrik Tsveiba          | 1990-1993           | Footballeur ukrainien de l'année en 1991. |
| Viktor Leonenko (en)    | 1992-1998           | Footballeur ukrainien de l'année entre 1992 et 1994. |
| Serhiy Rebrov           | 1992-2000 2005-2008 | Footballeur ukrainien de l'année en 1996 et 1998. Meilleur buteur du championnat ukrainien en 1998. |
| Oleksandr Chovkovsky    | 1993-2016           | Joueurs le plus capé de l'histoire du club avec 638 matchs joués. Gardien de but ukrainien de l'année à neuf reprises entre 1994 et 2011. |
| Yuriy Kalitvintsev (en) | 1994-1998           | Footballeur ukrainien de l'année en 1995. |
| Andriy Chevtchenko      | 1994-1999 2009-2012 | FIFA 100. Footballeur ukrainien de l'année en 1997 et 1999. Meilleur buteur de la Ligue des champions en 1999. Meilleur buteur du championnat ukrainien en 1999 et 2002. |
| Maksim Chatskikh        | 1999-2009           | Meilleur buteur du championnat ukrainien en 2000 et 2003. |
| Artem Milevskyy         | 2002-2013           | Footballeur ukrainien de l'année en 2008 et 2009. Meilleur buteur du championnat ukrainien en 2010. |
| Andriy Iarmolenko       | 2008-2017           | Footballeur ukrainien de l'année à cinq reprises entre 2011 et 2017. Meilleur buteur du championnat ukrainien en 2017. |

| #  | Nom                  | Période              | Matchs |
| -- | -------------------- | -------------------- | ------ |
| 1  | Oleksandr Chovkovsky | 1993-2016            | 638    |
| 2  | Oleg Blokhine        | 1969-1988            | 585    |
| 3  | Oleh Husyev          | 2003-2018            | 442    |
| 4  | Anatoli Demyanenko   | 1979-1990, 1992-1993 | 439    |
| 5  | Leonid Buryak        | 1973-1984            | 408    |
| 6  | Volodymyr Veremeyev  | 1968-1982            | 401    |
| 7  | Vladimir Muntian     | 1965-1977            | 371    |
| 8  | Vladimir Bessonov    | 1976-1990            | 367    |
| 9  | Serhiy Rebrov        | 1992-2000, 2005-2007 | 360    |
| 10 | Vladyslav Vashchuk   | 1993-2002, 2005-2008 | 357    |

| #  | Nom                | Période              | Buts |
| -- | ------------------ | -------------------- | ---- |
| 1  | Oleg Blokhine      | 1969-1988            | 266  |
| 2  | Serhiy Rebrov      | 1992-2000, 2005-2007 | 163  |
| 3  | Maksim Chatskikh   | 1999-2008            | 142  |
| 4  | Andriy Yarmolenko  | 2007-2017            | 137  |
| 5  | Andriy Chevtchenko | 1994-1999, 2009-2012 | 124  |
| 6  | Oleh Husyev        | 2003-2018            | 96   |
| 7  | Artem Milevskyy    | 2002-2013            | 87   |
| 8  | Viktor Kanevski    | 1955-1964            | 85   |
| 9  | Leonid Buryak      | 1973-1984            | 82   |
| 10 | Viktor Kolotov     | 1971-1981            | 81   |

#### Autres joueurs notables
La liste suivante présente d'autres joueurs dont le passage au club a été notable,,.
- Andriy Bal (1981-1990)
- Sergueï Baltacha (1976-1988)
- Oleh Bazylevych (en) (1957-1965)
- Oleksandr Berejnoï (en) (1957-1965)
- Anatoli Bychovets (1963-1973)
- Florin Cernat (2001-2007, 2008-2009)
- Volodymyur Chtcheholkov (uk) (1961-1967)
- Fedir Dachkov (uk) (1947-1951)
- Mykhailo Fomenko (1972-1978)
- Viktor Fomine (en) (1953-1959)
- Goran Gavrančić (2001-2008)
- Tiberiu Ghioane (2001-2011)
- Vitaliy Holubyev (en) (1951-1959)
- Volodymyr Hreber (uk) (1929-1939)
- Anton Idzkovski (en) (1928-1941, 1944-1945)
- Viktor Kanevski (1955-1964)
- Oleksi Klymenko (uk) (1936-1941)
- Viktor Kolotov (1971-1981)
- Mykhaylo Koman (en) (1949-1959)
- Pavlo Komarov (uk) (1933-1934, 1936-1941)
- Anatoli Konkov (1975-1981)
- Ivan Kouzmenko (uk) (1945-1953)
- Serhiy Krulykovskyi (en) (1963-1970)
- Petro Laïko (uk) (1937-1940)
- Abram Lerman (uk) (1945-1953)
- Volodymyr Levchenko (1962-1971)
- Volodymyr Lozynskyi (en) (1973-1984)
- Oleh Luzhnyy (1989-1999)
- Mykola Makhynia (en) (1932-1941, 1944-1947)
- Viktor Matvienko (1970-1977)
- Fedir Medvid (en) (1962-1972)
- Mykhaylo Mykhaylov (en) (1980-1987)
- Mykhaylo Mykhalyna (en) (1948-1955)
- Vladimir Onischenko (1970-1971, 1974-1978)
- Leonid Ostrovskiy (1963-1968)
- Kazimierz Piontkowski (en) (1928-1935)
- Tiberiy Popovich (en) (1951-1959)
- Anatoliy Puzach (1965-1973)
- Vasyl Rats (1981-1990)
- Stefan Reshko (1971-1978)
- Konstantin Shchegotsky (en) (1933-1941)
- Vadym Sosnykhin (en) (1960-1973)
- Viktor Shylovsky (en) (1934-1941)
- József Szabó (1959-1969)
- Fedir Tioutchev (uk) (1929-1939)
- Vladimir Troshkin (1969-1977)
- Nikolaï Trousevitch (ru) (1936-1941)
- Volodymyr Veremeyev (1968-1982)
- Pavlo Vinkovatov (en) (1941-1955)
- Ivan Yaremchuk (1985-1990)
- Vladimir Yerokhine (1953-1961)
- Vadym Yevtushenko (1980-1987)
- Ernest Yust (en) (1949-1957)
- Anatoli Zoubrytsky (uk) (1944-1952)
- Valentin Belkevich (1982-1992)
- Oleksandr Holovko (1995-2004)
- Andriy Husin (1993-2005)
- Oleh Husyev (2003-2018)
- Vitaliy Kosovskyi (en) (1994-2003)
- Oleg Kuznetsov (1983-1990)
- Oleh Luzhnyy (1989-1999)
- Serhiy Shmatovalenko (en) (1987-1988)
- Vladyslav Vashchuk (1993-2003, 2005-2008)
- Pavel Yakovenko (1982-1992)
- Aliaksandr Khatskevich (1996-2003)
- Diogo Rincón (en) (2002-2009)
- Kakhaber Kaladze (1998-2001)
- Badr El Kaddouri (2002-2013)

## Effectif professionnel actuel
Le premier tableau liste l'effectif professionnel du Dynamo Kiev pour la saison 2024-2025. Le second recense les prêts effectués par le club lors de cette même saison.
En grisé, les sélections de joueurs internationaux chez les jeunes mais n'ayant jamais été appelés aux échelons supérieurs une fois l'âge-limite dépassé ou les joueurs ayant pris leur retraite internationale.

## Culture populaire

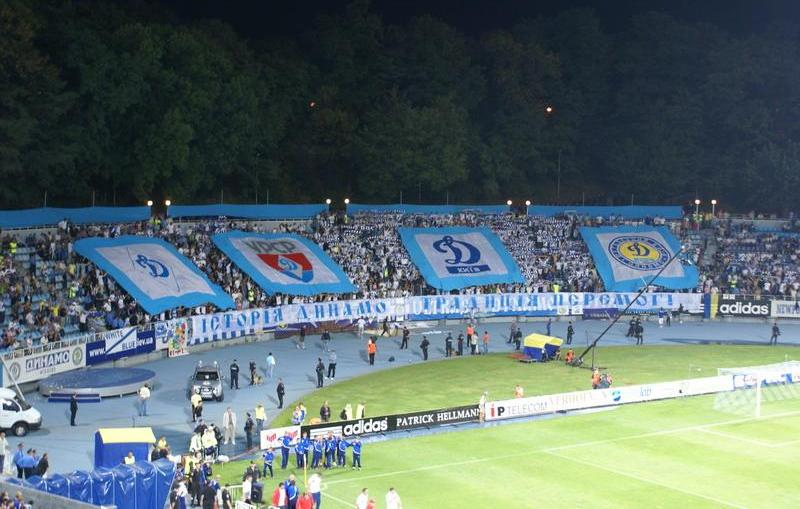
Historique des écussons sur un tifo des supporters.

Selon une étude publiée par Sport+Markt en 2010, le Dynamo Kiev est soutenu par 5,3 millions de personnes, ce qui en fait le 20e club le plus soutenu d'Europe, et 47 % de la population du pays.
Les supporters du Dynamo font volontiers référence au prince Sviatoslav Ier de Kiev, vivant au Xe siècle, dont le nom a inspiré le magazine des supporters « Святослав ». Traditionnellement attachés à l'indépendance du pays, les supporters sont proches de ceux du FK Dnipro et du Karpaty Lviv, et plutôt rivaux de ceux du Chakhtar Donetsk, de l'Arsenal Kiev, du Metalist Kharkiv ou encore du Tchornomorets Odessa. De l'époque soviétique, une certaine rivalité perdure avec les clubs moscovites, et notamment avec le FK Spartak Moscou.

### Clubs de supporters
Les White Boys forment le groupe de supporters ultras le plus important. Ouvertement nationalistes et proches de l'extrême-droite, certains de ses membres les plus radicaux se sont engagés dans le régiment Azov, une unité paramilitaire qui combat les forces pro-russes dans l'Est ukrainien.

## Rivalité
Une rivalité existe entre le Chakhtar Donetsk et le Dynamo Kiev. L'opposition est régie par une rivalité sportive entre les deux clubs et apparaît au début des années 2000.

### Période soviétique
Sous l'ère soviétique, le Dynamo Kiev est l'un des grands clubs d'URSS essentiellement en concurrence avec les deux clubs moscovites du FC Dynamo Moscou et du FK Spartak Moscou. Le Chakhtar Donetsk est considéré comme une équipe redoutable en coupe nationale mais incapable d'avoir des performances régulières sur un championnat entier.

### Période ukrainienne

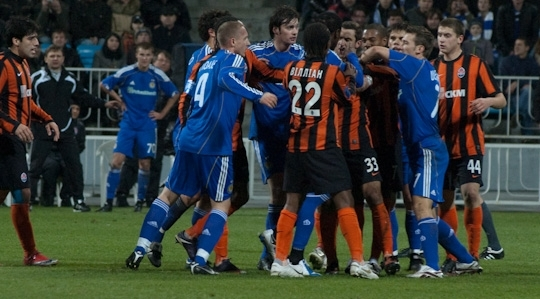
Frictions entre joueurs des deux camps (2009).

À la suite de l'indépendance de l'Ukraine en 1991, le championnat d'Ukraine voit le jour lors de la saison 1992. Les concurrents moscovites se retrouvant en Russie, le Dynamo Kiev ne dispose plus de véritable rivaux et remporte neuf titres consécutifs de champion entre 1993 et 2001. Sur cette période, Kiev reste la place forte du football ukrainien qui bénéficie de ses infrastructures de grand club et du soutien économique d'une capitale tandis que Donetsk a le rôle du club provincial en devenir. Le Dynamo Kiev dispose aussi d'une génération dorée à la tête de laquelle sont présents Andriy Chevtchenko ou Sergueï Rebrov et elle atteint notamment les demi-finales de Ligue des champions de l'UEFA 1998-1999.

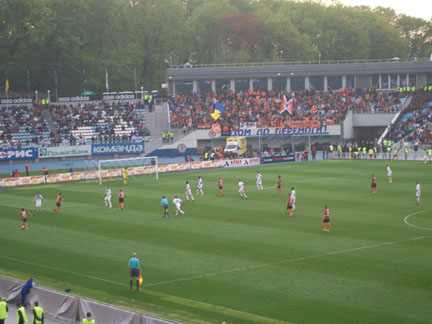
Dynamo-Chakthar, le 1er mai 2011.

L'année 1996 voit l'arrivée de l'oligarque Rinat Akhmetov à la tête du Chakhtar et signe un tournant dans l'histoire du club. Le nouveau président dote Donetsk d'infrastructures sportives rivalisant avec Kiev et il applique une politique de recrutement capable d'attirer de bons joueurs de l'étranger. Sur les neuf titres du Dynamo, le Chakhtar termine une fois vice-champion entre 1993 et 1996 contre cinq fois consécutivement de 1997 à 2001.

#### Intensification de la rivalité
La rivalité sportive connait ses prémices lors de la saison 2002 où l'entraineur italien du Chakhtar, Nevio Scala, amène ses hommes au doublé Coupe-Championnat et rompt la domination du Dynamo Kiev. En 2004, le roumain Mircea Lucescu arrive sur le banc du Chakhtar et glane sur la période 2004-2011 plus de trophée que le Dynamo ainsi que des meilleures performances au niveau européen. Cette saison marque l'intensification sportive de la rivalité et dès lors, le club de Donetsk s'inscrit comme un concurrent récurrent et solide au Dynamo et le football ukrainien découvre avec joie une course annuelle au titre en duo qui remplace la course en solitaire de dix ans du Dynamo Kiev.